# Шарапов, Владимир Иванович
Владимир Иванович Шарапов (9 июля 1947 — 1 января 2020) — советский и российский учёный-энергетик, доктор технических наук (1994), профессор (1995), заслуженный профессор УлГТУ (2019). Заслуженный изобретатель Российской Федерации (1994).

## Биография
Родился 9 июля 1947 года в Иркутской области.
С 1970 года после окончания Иркутского политехнического института работал на Ульяновскую ТЭЦ-1, где прошёл путь от инженера-младшего специалиста до главного инженера ТЭЦ-1. В 1981 году защитил кандидатскую диссертацию по теме: «Исследование эффективности вакуумных деаэраторов теплоэнергетических установок».
С 1982 года преподаёт в Ульяновском политехническом институте — преподаватель, с 1988 года — штатный преподаватель, с 1991 года — руководитель Научно-исследовательской лаборатории теплоэнергетических систем и установок. В 1994 году защитил докторскую диссертацию по теме: «Разработка высокоэффективных режимов и схем подготовки подпиточной воды систем теплоснабжения в применением вакуумных деаэраторов». С 1999 года одновременно с руководством лабораторией был назначен заведующим кафедрой теплогазоснабжение и вентиляции УлГТУ, основная научная сфера интересов это тепловые электрические станции, теплофикационные системы, котельные, турбинные и водоподготовительные установки ТЭЦ и котельных, физические методы противокоррозионной обработки воды для теплоэнергетических установок.
С 2013 года в качестве приглашенного зарубежного профессора читал курс лекций в Белорусском национальном техническом университете. Помимо основной деятельности В. И. Шарапов являлся членом ряда докторских диссертационных советов, редакционных коллегий шести центральных научно-технических журналов, в том числе четырёх журналов, входящих в перечень ВАК Минобрнауки России, членом Президиума Поволжского отделения Международной энергетической академии.
Умер 1 января 2020 года в Ульяновске .

## Награды
- Заслуженный изобретатель Российской Федерации (1994)
- Заслуженный профессор УлГТУ (2019)